# Henry S. Taylor
Henry S. Taylor (Lincoln, 21 giugno 1942) è un poeta, traduttore e anglista statunitense.

## Biografia
Nato in una famiglia di quaccheri nella contea di Loudoun, Henry S. Taylor conseguì il diploma alla George School di Newtown, in Pennsylvania. In seguito, studiò all'Università della Virginia, laureandosi nel 1965, e alla Hollins University, dove conseguì la laurea magistrale nel 1966. Dal 1971 al 2003 insegnò letteratura inglese all'American University. 
Autore di una quindicina di raccolte poetiche tra il 1965 e il 2006, Taylor vinse il Premio Pulitzer per la poesia nel 1986 per The Flying Change. All'attività poetica, Taylor affiancò quella di traduttore, rendendo in inglese il Curculio di Plauto e l'Elettra di Sofocle.

## Opere principali
- The Horse Show at Midnight and An Afternoon of Pocket Billiards, Louisiana State University Press, 1965. ISBN 978-0-8071-1763-7
- Poetry: Points of Departure, Winthrop, 1974. ISBN 978-0-87626-678-6
- An Afternoon of Pocket Billiards, University of Utah Press, 1975. ISBN 0-87480-098-6
- The Water of Light: A Miscellany in Honor of Brewster Ghiselin, University of Utah Press, 1976. ISBN 0-87480-105-2
- The Children of Herakles, Oxford University Press, 1982. ISBN 978-0-19-507288-4
- The Flying Change, Louisiana State University Press, 1986. ISBN 978-0-8071-1263-2
- Compulsory Figures: Essays on Recent American Poets, Louisiana State University Press, 1992. ISBN 978-0-8071-1755-2
- Understanding Fiction: Poems, 1986–1996, Louisiana State University Press, 1996. ISBN 978-0-8071-2111-5
- Brief Candles: 101 Clerihews, Louisiana State University Press, 2000. ISBN 978-0-8071-2564-9
- Crooked Run, Louisiana State University Press, 2006. ISBN 978-0-8071-3125-1